# 馬諾埃爾維托里努
馬諾埃爾維托里努是巴西巴伊亚州的一个市镇。总面积2400.228平方公里，总人口16470人，人口密度6.9人/平方公里。